# YouTube Music
Youtube Music es un servicio de retransmisión de música desarrollado por YouTube (empresa propiedad de Google). En su versión gratuita permite ver vídeos musicales entre los que se insertan vídeos publicitarios. La versión de pago permite la reproducción sin publicidad, la reproducción de fondo de solo audio (lo cual reduce el consumo de datos para el usuario) y la descarga de canciones para la reproducción sin conexión. Con el cierre de Google Play Music en 2020, YouTube Music se convirtió en la única plataforma musical de Google.

## Historia
La aplicación YouTube Music se dio a conocer en octubre de 2015 y se lanzó el mes siguiente; Su lanzamiento se produjo junto con la presentación de YouTube Red, un servicio de suscripción más grande que cubre la totalidad de la plataforma de YouTube, incluida la aplicación Music. Aunque es redundante para el servicio de suscripción Google Play Music All Access de Google, la aplicación está diseñada para usuarios que consumen principalmente música a través de YouTube.
El 17 de mayo de 2018, YouTube anunció una nueva versión de la aplicación YouTube Music, que incluirá un reproductor de escritorio y una aplicación móvil rediseñada, recomendaciones más dinámicas basadas en varios factores y el uso de la tecnología de inteligencia artificial de Google para buscar canciones basadas en letras y descripciones Además, YouTube Music se convertirá en un servicio de suscripción por separado (posicionado como un competidor más directo de Apple Music y Spotify), ofreciendo streaming sin anuncios y de fondo / solo audio, y descarga para reproducción sin conexión, para contenido de música en YouTube. Los beneficios del servicio seguirán estando disponibles como parte del servicio existente de YouTube Premium (anteriormente YouTube Red) y de los suscriptores de Google Play Music All Access. La suscripción a YouTube Music tendrá un precio acorde con sus competidores a US$9,99 por mes; el precio de YouTube Premium aumentará simultáneamente a $11,99 para nuevos suscriptores.
El servicio operará inicialmente en paralelo con Google Play Music, pero el gerente de producto Elias Román afirmó que los usuarios de Google Play Music eventualmente migrarán a YouTube Music una vez que alcance la paridad de características con Google Play Music (incluida la adición de funciones como compras de música y una biblioteca basada en la nube para música proporcionada por el usuario). El gerente de producto de YouTube Music, T. Jay Fowler, declaró que las colecciones, las listas de reproducción y las preferencias se migrarían.
El 14 de noviembre de 2018, YouTube Music (así como YouTube Premium) se expandió a siete nuevos países, incluidos Chile, Colombia, Japón, Perú, Portugal, Suiza y Ucrania. En dicha fecha, YouTube Music también se expandió a Suiza y más mercados. Más tarde, el 12 de marzo de 2019 se expandió a 12 países latinoamericanos, que son Argentina, Paraguay, Bolivia, Costa Rica, República Dominicana, Ecuador, El Salvador, Guatemala, Honduras, Nicaragua, Panamá y Uruguay, además de India y Sudáfrica, siendo 14 nuevos.
Durante el año 2020, Google ha confirmado el cierre de su plataforma hermana Google Play Music y ha ofrecido a los suscriptores de la misma la migración de librerías, listas y preferencias a YouTube Music, plataforma en la que centrará su atención para streaming de música.
El 26 de septiembre de 2023, Google anunció que Google Podcasts iba a ser descontinuado y reemplazado por Youtube Music a partir del 23 de junio de 2024.

## Características
La aplicación permite a los usuarios navegar y visualizar todos los videos de YouTube etiquetados como "musicales", lo que incluye muchos de los lanzamientos de artistas convencionales. En la versión gratuita, las canciones se reproducen a través de sus vídeos musicales pero los suscriptores de la versión de pago YouTube Music Premium pueden cambiar a un modo de solo audio que además puede reproducirse en segundo plano mientras la aplicación no está en uso.

## Disponibilidad geográfica

Países con acceso a YouTube Music

La aplicación está disponible en 95 países estos son: Argentina, Australia, Austria, Baréin, Bélgica, Bolivia, Bosnia y Herzegovina, Brasil, Bulgaria, Canadá, Chile, Colombia, Costa Rica, Croacia, Chipre, República Checa, Dinamarca, República Dominicana, Ecuador, El Salvador, Estonia, Finlandia, Francia, Alemania, Grecia, Guatemala, Hong Kong, Honduras, Hungría, Islandia, India, Indonesia, Irlanda, Israel, Italia, Japón, Kuwait, Letonia, Líbano, Liechtenstein, Lituania, Luxemburgo, Macao, Moldavia, Malta, Malasia, México, Países Bajos, Nueva Zelanda, Nicaragua, Nigeria, Macedonia del Norte, Noruega, Omán, Panamá, Pakistán, Paraguay, Perú, Filipinas, Polonia, Portugal, Catar, Rumania, Rusia, Arabia Saudita, Singapur, Serbia, Eslovaquia, Eslovenia, Sudáfrica, Corea del Sur, España, Suecia, Suiza, Taiwán, Turquía, Tailandia, Ucrania, Emiratos Árabes Unidos, Reino Unido, Estados Unidos, Uruguay y Venezuela.